# Monohelea ocumare
Monohelea ocumare är en tvåvingeart som beskrevs av Ortiz 1952. Monohelea ocumare ingår i släktet Monohelea och familjen svidknott.
Artens utbredningsområde är Venezuela. Inga underarter finns listade i Catalogue of Life.